# Tadeusz Stasiński
Tadeusz Stasiński (ur. 30 lipca 1922 w Skierniewicach, zm. 4 marca 1993 w Poznaniu) – polski lekarz, internista i kardiolog, profesor.

## Życiorys
W 1949 roku ukończył studia na wydziale lekarskim Uniwersytetu Poznańskiego. Po studiach rozpoczął pracę w II Klinice Chorób Wewnętrznych, a wkrótce przeszedł do III Kliniki swojej alma mater. W 1962 został docentem. Odbył dwa staże zagraniczne: w ośrodku kardiologicznym w Zurychu u prof. Roberta Hegglina (1964) oraz Szpitalu Klinicznym Charite w Berlinie (1966). W 1969 oddelegowano go na stanowisko ordynatora Oddziału Kardiologicznego Szpitala Miejskiego im. Józefa Strusia w Poznaniu. Zorganizował tam nowoczesną Pracownię Kardiometryczną, współpracując m.in. z prof. Janem Mollem.
Doktoryzował się w 1951, a habilitował w 1961. Profesorem nadzwyczajnym został w 1974, a zwyczajnym w 1985. W 1980 został kierownikiem II Kliniki Kardiologii  i zastępcą dyrektora Instytutu Kardiologii poznańskiej Akademii Medycznej. Klinikę zorganizował od podstaw na bazie oddziału wewnętrznego Szpitala im. Franciszka Raszei. Klinika ta uczestniczyła następnie w centralnych programach badawczych i badaniach recenzowanych przez Komitet Badań Naukowych. 1 października 1992 przeszedł na emeryturę. Zmarł po ciężkiej chorobie.

## Praca naukowa
Był autorem około 170 publikacji naukowych, także w czasopismach zagranicznych. Interesował się przede wszystkim zagadnieniami diagnozowania i oceny leczenia operacyjnego wad serca, kliniczne zastosowania badań wektokardiograficznych, rozruszniki serca i chirurgiczne leczenie anginy pectoris. Wdrażał nowe kierunki terapeutyczne, m.in. leczenie trombolityczne. Wydał Atlas wad serca, który przetłumaczono na język węgierski i rosyjski. 
Był członkiem Europejskiego Towarzystwa Kardiologicznego, a także Sekcji Intensywnej Terapii oraz Zaburzeń Rytmu PAN. W 1964 był założycielem Oddziału Poznańskiego Polskiego Towarzystwa Kardiologicznego i do 1992 był jego przewodniczącym. Zasiadał też w zarządzie centralnym tej organizacji.

## Odznaczenia i nagrody
Otrzymał m.in.:
- Złoty Krzyż Zasługi,
- Krzyż Kawalerski Orderu Odrodzenia Polski,
- Odznakę 1000-lecia Państwa Polskiego,
- nagrodę I stopnia Ministra Zdrowia,
- nagrody rektorskie, w tym w 1968 za całokształt prac na niwie wektokardiografii klinicznej[2].